# 1993 (film)
Pour plus de détails, voir Fiche technique et Distribution.
1993, également transcrit Mille-neuf-cent-quatre-vingt-treize (russe : Oдна тысяча девятьсот девяносто три, Odna tyssiatcha deviatsot devianosto tri), est un drame historique russe réalisé par Alexandre Veledinski et sorti en 2023.
La base littéraire du scénario est le roman 1993 de Sergueï Chargounov,,.
Le film se déroule à Moscou pendant l'été et l'automne 1993, et dépeint la relation entre un mari et sa femme, des secouristes, ainsi que la croissance de leur fille au milieu des événements politiques turbulents entourant la crise constitutionnelle russe de 1993.

## Synopsis
L'histoire suit Viktor, sa femme Lena et leur fille Tanya. Viktor travaille comme technicien de réparation pour un service d'urgence, tandis que Lena est répartitrice. La famille vit dans une vieille maison de campagne où ils ont emménagé après avoir échangé leur appartement moscovite.
La première moitié du film dépeint la vie tranquille et quotidienne de la famille Bryantsev : leur travail, les routines domestiques, les interactions avec les voisins Vika et Yans et les petits bonheurs. Cependant, leur existence paisible est perturbée par le début de la crise politique à l'automne 1993. Lena soutient le président Boris Eltsine, tandis que Viktor devient critique à l'égard du gouvernement après la suspension de la Constitution. Le conflit entre les deux époux s'intensifie au fur et à mesure que la crise politique s'aggrave.
Au moment du coup d'État d'octobre, Viktor et Lena se retrouvent de part et d'autre des barricades, au sens figuré comme au sens propre. Le point culminant du film se déroule pendant les événements dramatiques des 3 et 4 octobre 1993. Viktor est entraîné dans les violentes confrontations au centre de télévision Ostankino (ru) et à la Maison Blanche. Malgré sa réticence à prendre part au conflit, il est forcé de naviguer entre les explosions, les incendies et les coups de feu.
Le film recrée méticuleusement l'atmosphère de ces journées, en soulignant les contrastes saisissants entre les camps opposés. Les spectateurs voient les forces d'opposition tenter d'atteindre la Maison Blanche assiégée par des tunnels d'égout, tandis que les partisans du gouvernement reçoivent des repas gratuits dans la rue Tverskaïa.

## Fiche technique
- Titre original : Mille-neuf-cent-quatre-vingt-treize ou 1993[5]
- Titre original russe : Oдна тысяча девятьсот девяносто три, Odna tyssiatcha deviatsot devianosto tri ou 1993[6],[4]
- Réalisation : Alexandre Veledinski
- Scénario : Alexandre Veledinski, d'après le roman de Sergueï Chargounov
- Photographie : Alexandra Romm
- Montage : Oleg Kolodnik, Igor Veledinski
- Décors : Viktoria Bogdanova
- Production : Janna Tedeïeva-Kalinina
- Sociétés de production : Gate-film
- Pays de production :  Russie
- Langue originale : russe
- Format : couleur
- Genres : drame historique
- Durée : 144 minutes
- Date de sortie :
  - Russie : 28 septembre 2023

## Distribution
- Ievgueni Tsyganov : Viktor
- Iekaterina Vilkova : Lena
- Alexandre Robak : Yans
- Maxime Lagachkine (ru) : Mikhaïl
- Alexandra Rebenok : Vika, femme de Yans
- Grigori Vernik : Sid
- Sergueï Batalov (ru) : Maltsev